# Nærøy
Nærøy és un antic municipi situat al comtat de Nord-Trøndelag, Noruega. Té 4,999 habitants i té una superfície de 1,066.73 km². El centre administratiu del municipi és el poble de Kolvereid.
La Carretera Comtal Noruega 17 creua la part nord-est del municipi. Hi ha una gran xarxa de ponts al municipi que connecten les illes i fiords.

## Informació general
Nærøy va ser establert com a municipi l'1 de gener de 1838. Vikna va ser separat de Nærøy l'1 de juliol de 1869. Els municipis de Foldereid, Gravvik i Kolvereid es van unir a Nærøy l'1 de gener de 1964.

### Nom
La forma del topònim en nòrdic antic era Njarðøy. El primer element és potser la forma arrel del nom del déu nòrdic Njord (però és sospitós que no en el cas genitiu). L'últim element és øy que significa «illa».

### Escut d'armes
L'escut és modern. Se'ls hi va concedir el 22 de maig de 1987. L'escut està basat en el segell del rei Håkon Magnusson des de 1344, en un document en el qual el rei va concedir diversos drets als grangers locals. El segell mostra a la Mare de Déu en un portal decorat amb la flor de lis, el símbol de la Mare de Déu. L'escut mostra una combinació de tres flors de lis de color vermell. com les nimfes locals que són encarnades generalment són encarnades.

### Esglésies
L'Església de Noruega compta amb quatre parròquies (sokn) al municipi de Nærøy. És part del deganat de Nærøy en la Diòcesi de Nidaros.
| Parròquia (Sokn) | Nom de l'església     | Localització de l'església | Any de construcció |
| ---------------- | --------------------- | -------------------------- | ------------------ |
| Foldereid        | Església de Foldereid | Foldereid                  | 1863               |
| Gravvik          | Església de Gravvik   | Gravvik                    | 1875               |
| Kolvereid        | Església de Kolvereid | Kolvereid                  | 1874               |
| Kolvereid        | Capella de Lund       | Lund                       | 1965               |
| Kolvereid        | Capella de Salsbruket | Salsbruket                 | 1950               |
| Nærøy            | Capella de Lundring   | Nærøy                      | 1885               |
| Nærøy            | Capella de Steine     | Steine                     | 1911               |
| Nærøy            | Capella de Torstad    | Torstad                    | 1936               |

## Geografia
El municipi es troba al nord-oest del comtat de Nord-Trøndelag, al llarg del fiord de Folda. Inclou les illes d'Austra i de Gjerdinga i la península Kvingra. Hi ha diversos grans llacs al municipi, sent el principal el Salvatnet.

## Galeria

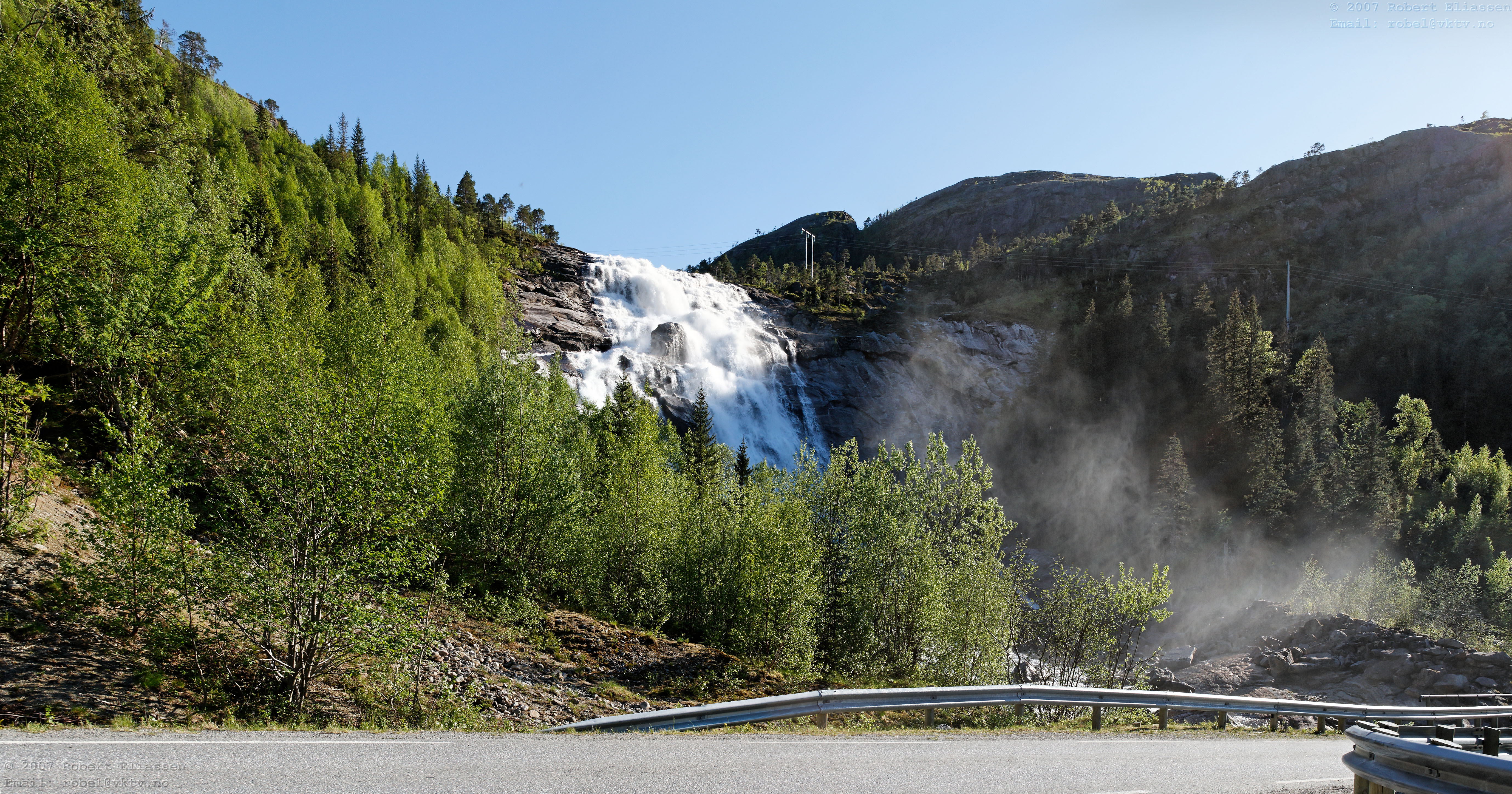
Cascada de Skrøyvstad a Nærøy
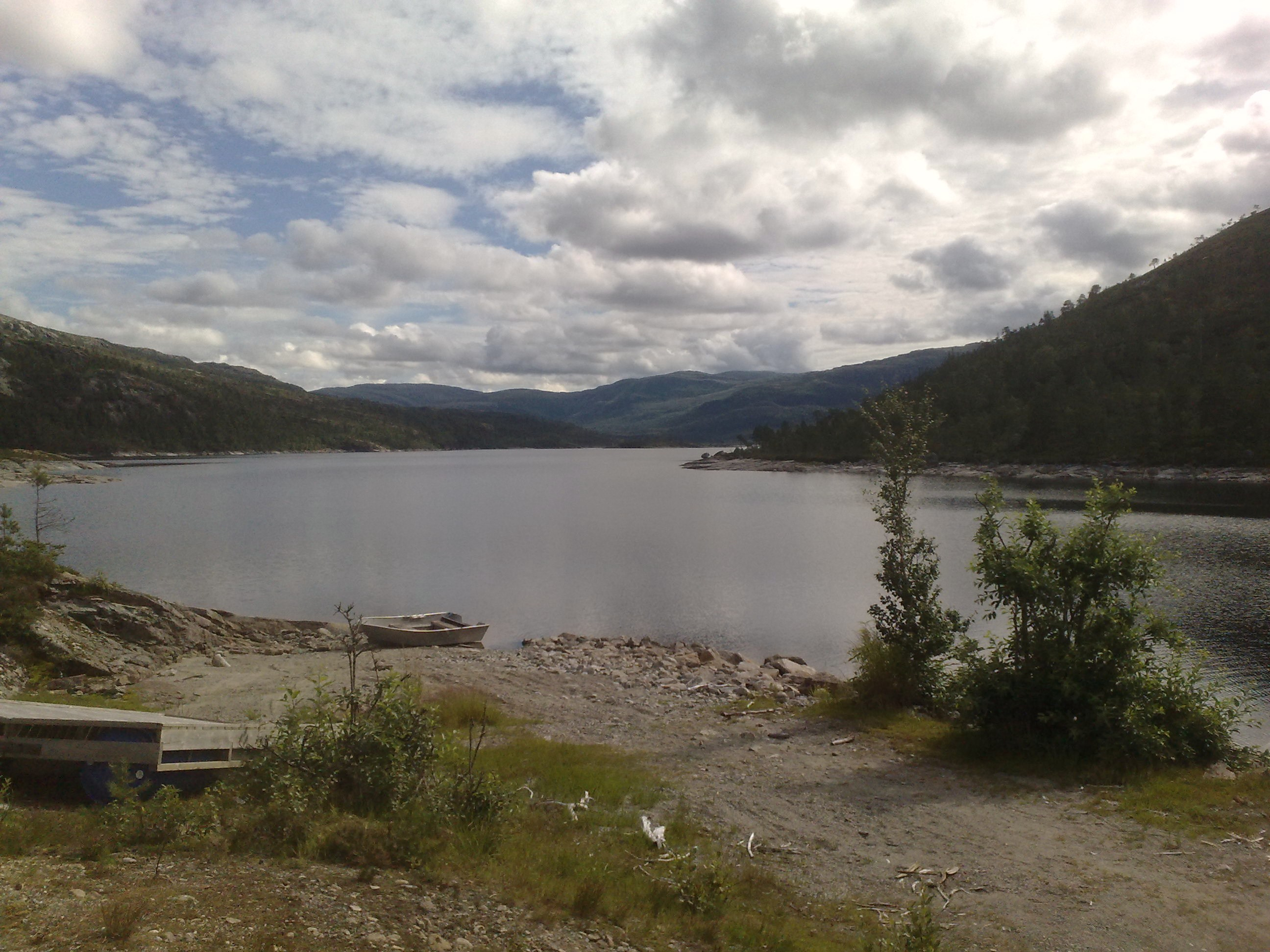
Vista del Mjøsund
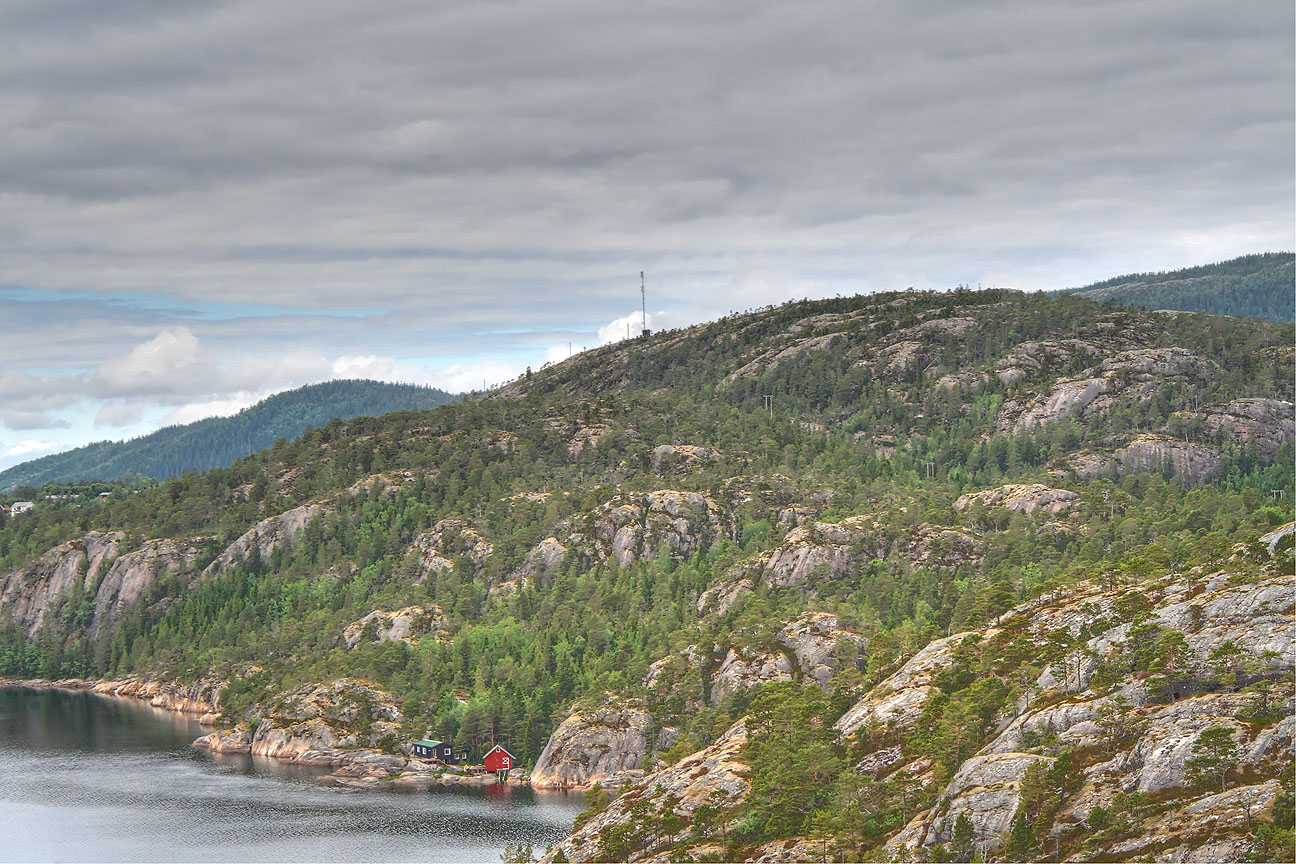
Turó de Torfjellet; els pins són típics als turons, badies i fiords de la zona.
Panoràmica de l'àrea de Langnes a Salsbruket
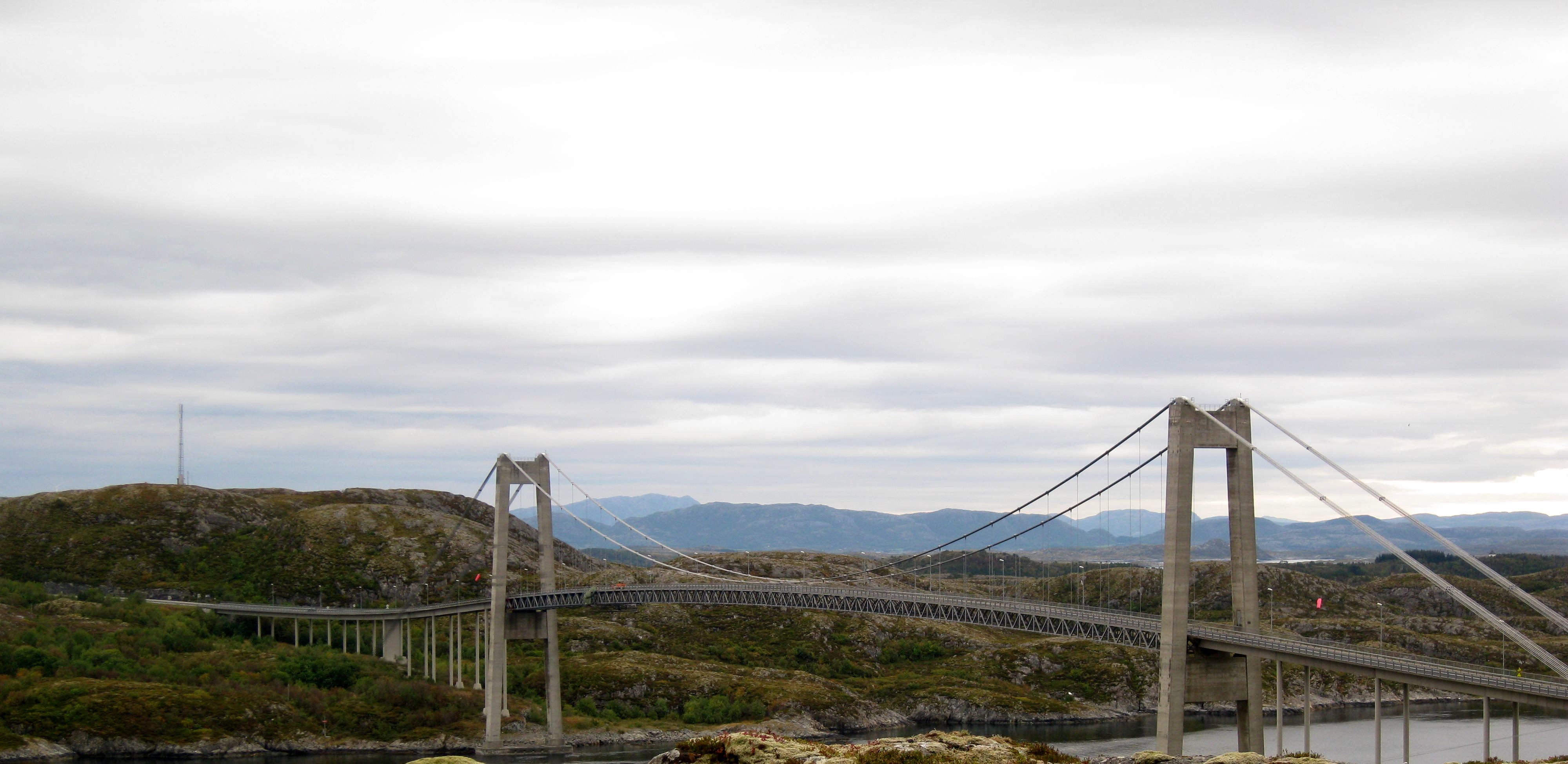
Vista del pont de Nærøysund